# Amato Ronconi

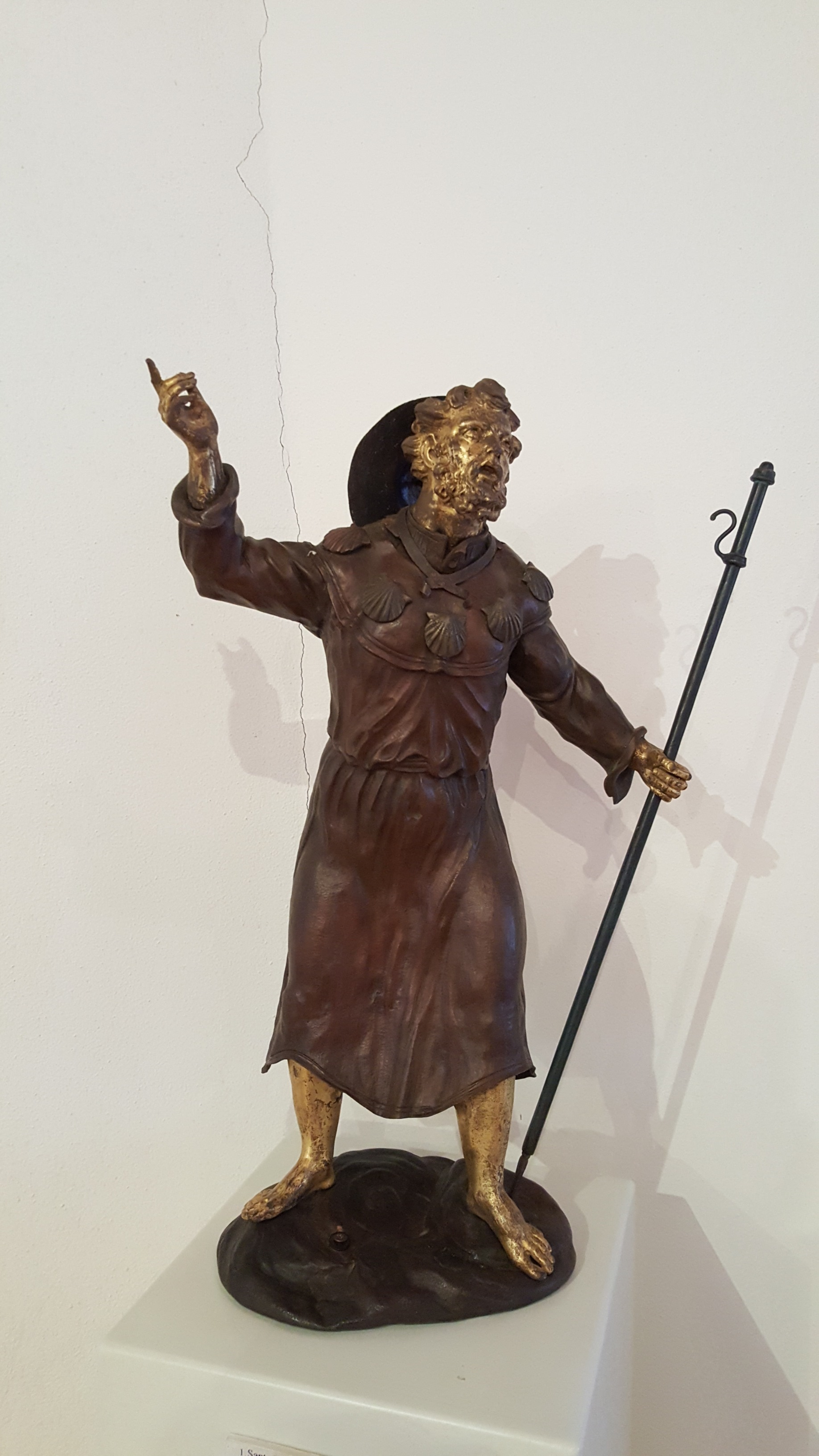
Bronzetto raffigurante Sant'Amato Ronconi

Amato Ronconi (Saludecio, 1226 – Rimini, 8 maggio 1292) è stato un religioso italiano. Beatificato nel 1776, è stato proclamato santo da papa Francesco nel 2014.

## Biografia
Nacque a S. Lauditius, l'odierna Saludecio, attorno al 1226. Rimasto orfano in giovane età, fu accolto dal fratello Giacomo e dalla di lui famiglia. Per seguire il modello di vita proposto dai Vangeli si dedicò inizialmente all'accoglienza di poveri e pellegrini, fondando l'ospedale di Santa Maria di Monte Orciale. In seguito donò tutti i suoi averi e si ritirò in un piccolo cenobio francescano sul Monte Formosino, tra i castelli di Montegridolfo e di Mondaino.
Effettuò numerosi pellegrinaggi, a Rimini per venerare le reliquie di san Gaudenzio, sul Monte Titano dove visitò lo speco di san Marino, e quattro volte a Santiago di Compostela. Durante tali pellegrinaggi, secondo il suo biografo Domenico Franzoni, il Ronconi avrebbe compiuto diversi miracoli, compreso l'aver riportato in vita un uomo.
Un altro miracolo tramandato dalla tradizione è il cosiddetto "miracolo delle rape": non sapendo cosa dare da mangiare ai numerosi pellegrini che ospitava in casa sua, il Ronconi avrebbe ordinato alla sorella Clara di andare nell'orto, dove l'unica cosa rimasta erano delle rape seminate la mattina stessa. La sorella tornata in casa con le rape colte dall'orto, che in una giornata erano cresciute fino ad una dimensione straordinaria.
Durante il quinto pellegrinaggio a Santiago, gli apparve un angelo che gli annunciò la vicinanza della sua morte e gli ordinò di tornare a casa.
Tornato in Italia, si fermò all'abbazia benedettina di San Giuliano in Rimini, di cui oggi rimane solo l'omonima chiesa. Qui fece partecipe della sua visione un monaco, don Salvo, a cui chiese di prodigarsi affinché l'ospedale di Monte Orciale rimanesse aperto.
Il 10 gennaio 1292 fece dono di tutti i suoi averi all'ordine benedettino.

### Morte
Morì l'8 maggio dello stesso anno.
La salma fu tenuta a lungo in esposizione per la venerazione dei fedeli e, secondo le testimonianze, invece di decomporsi emanava gradevoli odori. Diversi pellegrini guarirono al solo tocco del corpo.

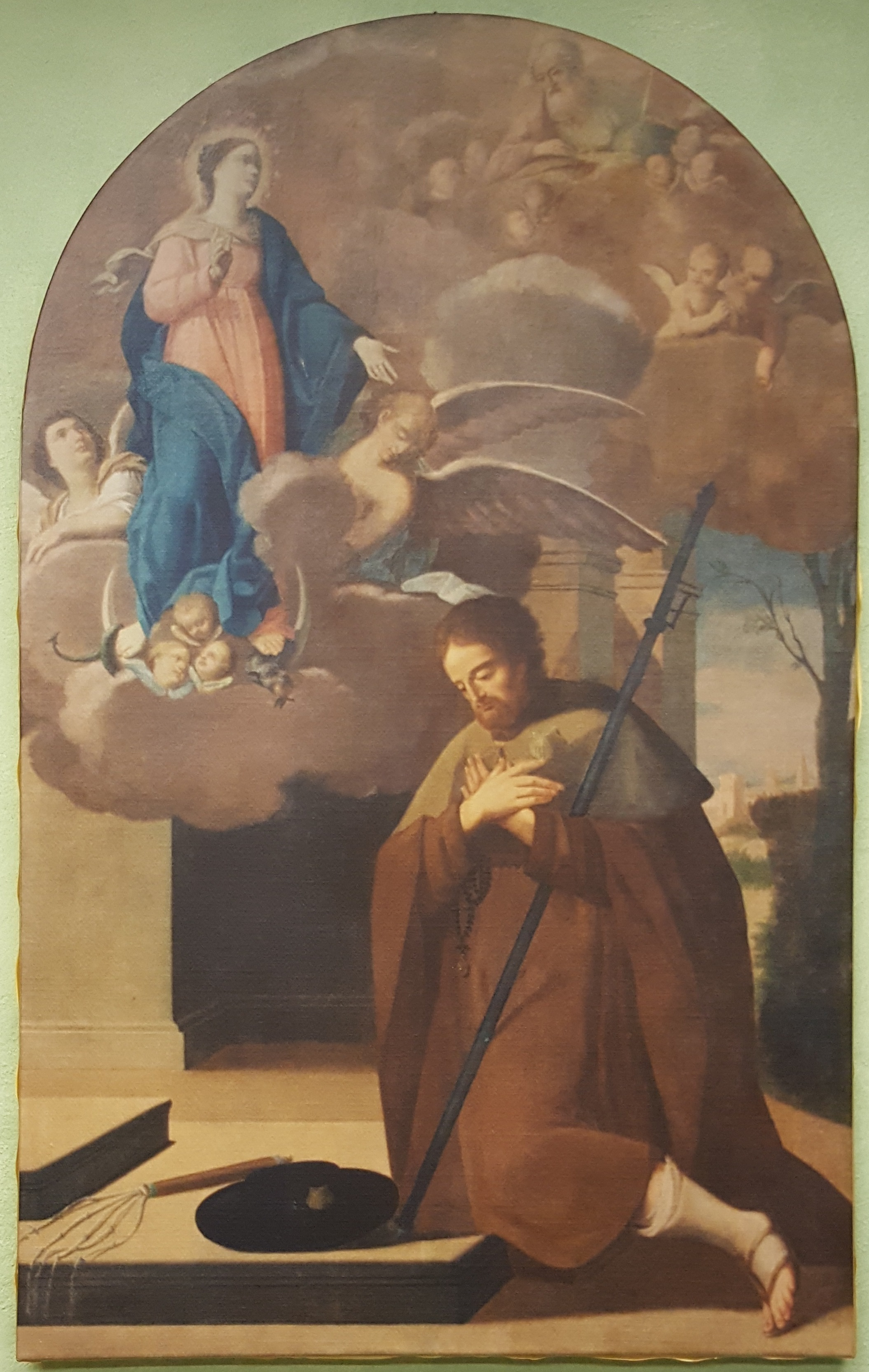
Una copia di un dipinto ottocentesco di Santo Amato

## Culto
Inizialmente sepolto, come da sua volontà, nella cappella della Natività di Maria Vergine dell'ospedale di Monte Orciale, a seguito di un incendio nel 1330 il feretro fu traslato nella natia Saludecio. Al termine della cerimonia di sepoltura, avvenne il cosiddetto miracolo dell'olmo: i buoi che avevano trainato il carro con la salma del Ronconi si rifiutavano infatti di partire e il bovaro, per l'esasperazione, piantò nel terreno il proprio pungolo; non riuscì più ad estrarlo e da esso nacque un olmo: l'albero, circondato in seguito da un muro, da allora fino ai giorni nostri è noto come l'«Olmo del beato Amato». 
A seguito del processo di canonizzazione iniziato nel 1774, il 17 marzo 1776 fu proclamato beato da papa Pio VI.
Dal 3 maggio 1930 le spoglie di Amato Ronconi, che alla ricognizione sono apparse ancora perfettamente conservate, sono riposte in un'urna di vetro. Durante un bombardamento, nell'agosto del 1944, la Chiesa di San Biagio ove era conservata rimase letteralmente squarciata. I cittadini si spinsero tra le rovine solo nel settembre dello stesso anno, trovando l'urna in vetro completamente intatta sotto le macerie.
Nel 1997 fu avviato un nuovo processo di canonizzazione. Il 23 novembre 2014 papa Francesco ha proclamato la santità di Amato Ronconi.
Accanto al santuario è sito il Museo di Saludecio e del beato Amato, il quale conserva diversi dipinti e oggetti devozionali dedicati al culto del santo.